# Kawasaki VN 800
Kawasaki VN 800, také označovaná jako Kawasaki Vulcan 800, je motocykl kategorie cruiser, vyvinutý firmou Kawasaki, vyráběný v letech 1995–2006.
Žebrování válců je pouze ozdobné. Zadní odpružení je skryté. V některých letech byl vyráběn chopper s předním kolem 21’’.

## Technické parametry
- Rám: dvojitý kolébkový ocelový
- Suchá hmotnost vozidla: 225–235 kg
- Pohotovostní hmotnost vozidla: 248 kg
- Maximální rychlost: 175 km/h
- Spotřeba paliva: 5,8 l/100 km